# Stenoloba umbrifera
Stenoloba umbrifera là một loài bướm đêm trong họ Noctuidae.